# تذکره‌نویسی فارسی در هند و پاکستان
تذکره‌نویسی فارسی در هند و پاکستان کتابی از علیرضا نقوی است که در سال ۱۳۴۳ منتشر و برندهٔ جایزه کتاب سال سلطنتی شد.